# ソーダポッピン
ソーダポッピン（英語: Sodapoppin, 本名：チャンス・モリス (Chance Morris、1994年2月15日-) は、アメリカ合衆国のTwitchストリーマー、インターネットパーソナリティ。
Twitchで最大のフォロワーを持つ人物の1人であり、590万人以上のフォロワーと3億4500万回以上の視聴回数を誇っている。また、2020年11月の時点で1,000,000人以上のチャンネル登録者と3億8000万回以上の視聴回数を誇るYouTubeチャンネルを所有している。

## 経歴
Xfireから切り替えた後、2012年にTwitchでストリーミングを開始した。World of Warcraftのプレーヤーとして成功し、TwitchのWoWフォロワーの半数以上が彼を見てトップランクに達した。オンラインギャンブルに切り替える前に、他のゲームをストリーミングした。
2014年と2015年に、カジノのウェブサイトでブラックジャックギャンブルをストリーミングし、特定の日に数千ドルを勝ち負けた。2015年5月、5000ドルを失い、43,000人以上の視聴者が彼を見ていました。
カナダのeスポーツ組織であるNorthern Gamingを共同所有していた。2017年8月、この組織は、シャキール・オニール、アレックス・ロドリゲスなどが所有するNRG Esportsに買収された。その後、モリスはその所有グループに加わり、NRG Esportsのアドバイザーになった。ノーザンゲーミングの短命なキャリアに関して、「eスポーツインサイダー」は次のように述べている「ノーザンゲーミングの短い道の終わりだが、彼らの話は、eスポーツで迅速な成功を収めた例として振り返られる。」。
Social Bladeによると、2020年12月23日の時点で、モリスはTwitchで8番目にフォロワーが多い人物である。 ソーダポッピンは、Twitchの合計視聴回数でも11位にランクされている。